# Бутка, Кемаль
Кемаль Бутка (алб. Qemal Butka; 1907, Butkë, Корча — 28 ноября 1997, Тирана) — албанский архитектор, политик, художник, гравёр, дизайнер почтовых марок. Он был мэром Тираны в 1935—1936, но покинул Албанию в 1939; жил в Турции и США. Известен своими проектами памятников и общественных зданий в Албании.

## Жизнь
Кемаль Бутка родился в 1907 году в деревне Бутка, Османская империя (нынешний округ Колёня на юго-востоке Албании). Отец его был убит в годы Первой мировой войн, и он воспитывался в семье дяди, албанского националистского поэта и политического деятеля XIX века, Сали Бутка (1852—1938). Кемаль получил образование в Австрии, начиная с высшей школы в Линце, и закончив окончив обучение в Венском техническом университете, получив специальность инженер-архитектор.
В 1931, по окончании университета, Бутка вернулся в Албанию; работал в основном над архитектурными проектами. 
Среди известных работ Кемаля в Албании — здание Национальной библиотеки, Памятник народной свободе, здание муниципалитета г. Корчи, мемориальная доска в честь 25-летия Декларации независимости Албании.
Кемаль Бутка отличился в строительстве сохранившихся доныне частных вилл в Тиране, Дурресе и других албанских городах. Бутка также известен сериями выгравированных им проектов почтовых марок (например, выпущенных к 25-й годовщине независимости Албании). (алб.)
Кемаль Бутка был назначен мэром Тираны в год премьерства Мехди-бея Фрашери (премьер-министр Албании с 22 октября 1935 по 9 ноября 1936).
В 1939, после вторжения фашистской Италии в Албанию, Бутка эмигрировал через Грецию в Турцию вместе с писателем Бранко Меркжани (алб.).
Оставался в Турции с 1940 по 1958, за исключением 1943—1945 годов, когда он работал в Каире. В Турции он познакомился и женился на дочери личного врача национального лидера Турции, Кемаля Ататюрка, — Мехмет Берк Камиля, — Джелиль (Xhelile, архитекторе по профессии; она закончила MIT в Бостоне). В 1958 году Бутка с женой Джелиль эмигрировали в США, где проживали до 1990-х годов. В США Бутка работал в качестве архитектора в престижных студиях (участвовал, среди прочего, в проекте небоскрёба One Astor Plaza, Нью-Йорк), а его жена, Джелиль, приняла участие в проекте строительства башен-близнецов в Нью-Йорке. Несколько раз Кемаль Бутка пытался посетить Албанию как гражданин США, но коммунистические власти не предоставляли ему визы. Приехать на родину он смог лишь в 1987 году, после смерти диктатора Албании Энвера Ходжи. После 1990 года окончательно вернулся в Албанию, где и умер 28 ноября 1997 года.